# هوارد دبليو. هنتر
هوارد دبليو. هنتر (بالإنجليزية: Howard W. Hunter)‏ هو قسيس ومحامي أمريكي، ولد في 14 نوفمبر 1907 في بويسي في الولايات المتحدة، وتوفي في 3 مارس 1995 في سولت ليك في الولايات المتحدة بسبب سرطان البروستاتا.